# Munera
Munera (lat. gaver, ental munus) var i romerriget offentlige fester eller skuespil til gavn for det romerske folk. Munera skyldes den private storhed af et individ, i modsætning til ludi, "spil", atletiske konkurrencer eller forestillinger sponsoreret af staten. Den mest berømte af munera var de gladiatoriske konkurrencer, der begyndte som en tjeneste eller gave til de døde i begravelsesspil.